# Knal
Een knal is een hard geluid dat over het algemeen ontstaat bij een explosie. Een knal kan ook optreden als een voorwerp, bijvoorbeeld een zweep zich supersoon beweegt, dus sneller dan de geluidssnelheid. Een knal ontstaat ook door de imploderende lucht bij onweer.

## Knal in de taal
Knal is een modewoord geweest tussen ongeveer 1925 en 1950. In 1925 verscheen bijvoorbeeld het boek De Knalclub van 3a door D. Hans. Het woord werd opgevolgd door woorden als mieters.
- Knallende ruzie - vreselijke ruzie
- Knalkleuren - erg felle kleuren, die niet bij elkaar passen
- Knalrood - voor het eerst aangetroffen in 1903 als vertaling van het Duitse Knallrot
- Knalgeel, knalgroen, etc.
- De oerknal waarmee het heelal begon volgens de huidige fysische theorie
- Knalgas - een ontplofbaar mengsel van waterstof en zuurstof
- Knalkwik en knalzilver, springstoffen
- Knalpot - het deel van de uitlaat van een auto of motorfiets waarin het ontploffingsgeluid van de motor wordt gedempt.